# Indaparapeo
Indaparapeo è una municipalità dello stato di Michoacán, nel Messico centrale, il cui capoluogo è la località omonima.
La municipalità conta 16.427 abitanti (2010) e ha un'estensione di 176,86 km².
Il nome della località in lingua tarasca significa luogo della vittoria nei combattimenti o anche luogo dei giochi, con riferimento alla vittoria dei taraschi sugli aztechi.